# Lijst van rivieren in Costa Rica

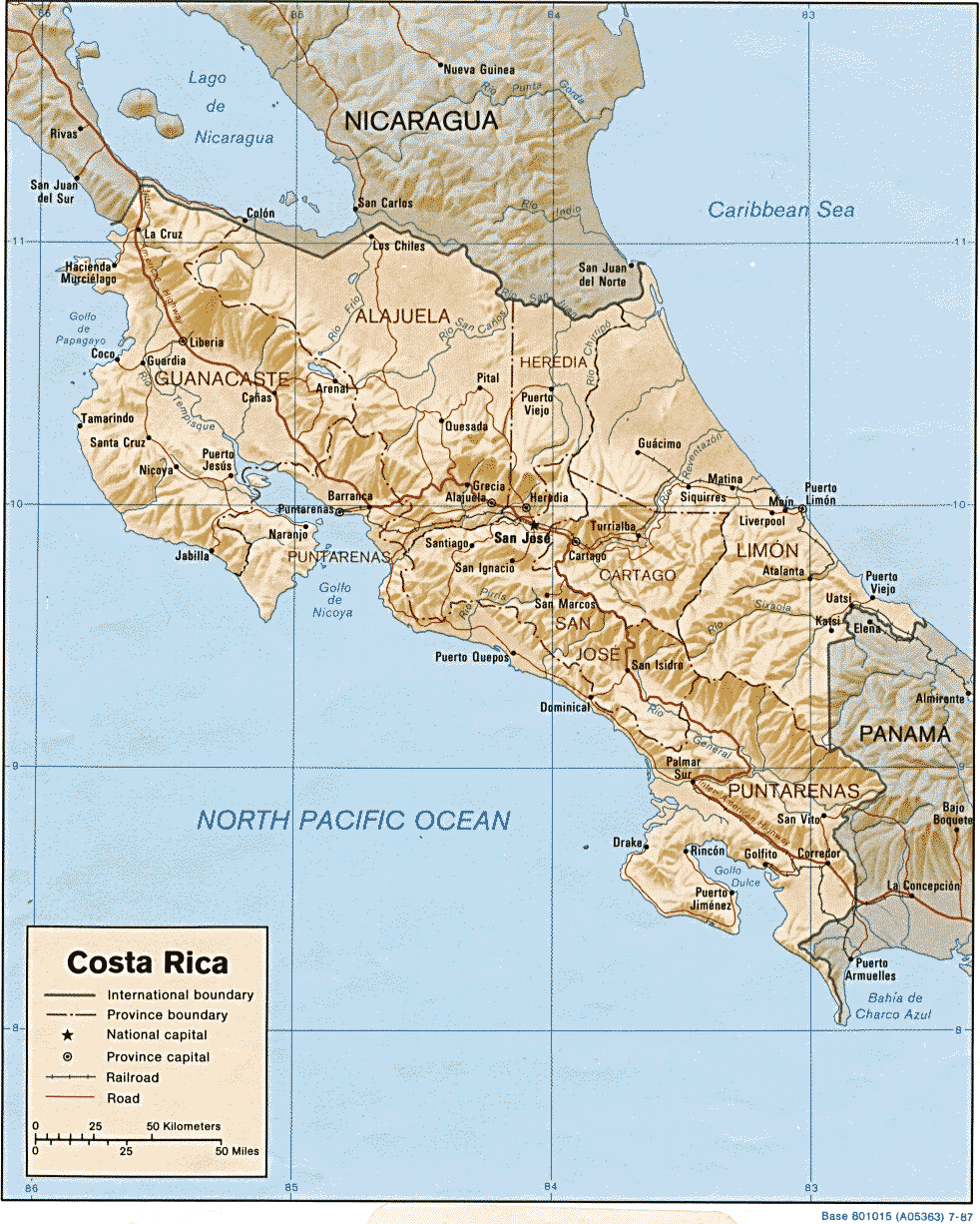
Kaart van Costa Rica met een aantal van de belangrijkste rivieren.

Dit is een lijst van rivieren in Costa Rica. De rivieren in deze lijst zijn geordend naar drainagebekken en de opeenvolgende zijrivieren zijn ingesprongen weergegeven onder de naam van elke hoofdrivier.

## Rivieren naar drainagebekken
Deze lijst is naar drainagebekken gegroepeerd. 

### Caribische Zee
- San Juan
  - Colorado
    - Chirripó

  - Sarapiquí
    - Toro
    - Sucio

  - San Carlos
    - Arenal

  - Pocosol
  - Nicaraguameer (Nicaragua)
    - Frío
      - Sabogal
      - Celeste (Buenavista)

    - Zapote
    - Niño (Pizote)
    - Sapoá
- Suerte
- Tortuguero
- Reventazón
  - Parismina
    - Jiménez

  - Atirro
  - Pejibaye
  - Orosí
- Pacuare
- Matina

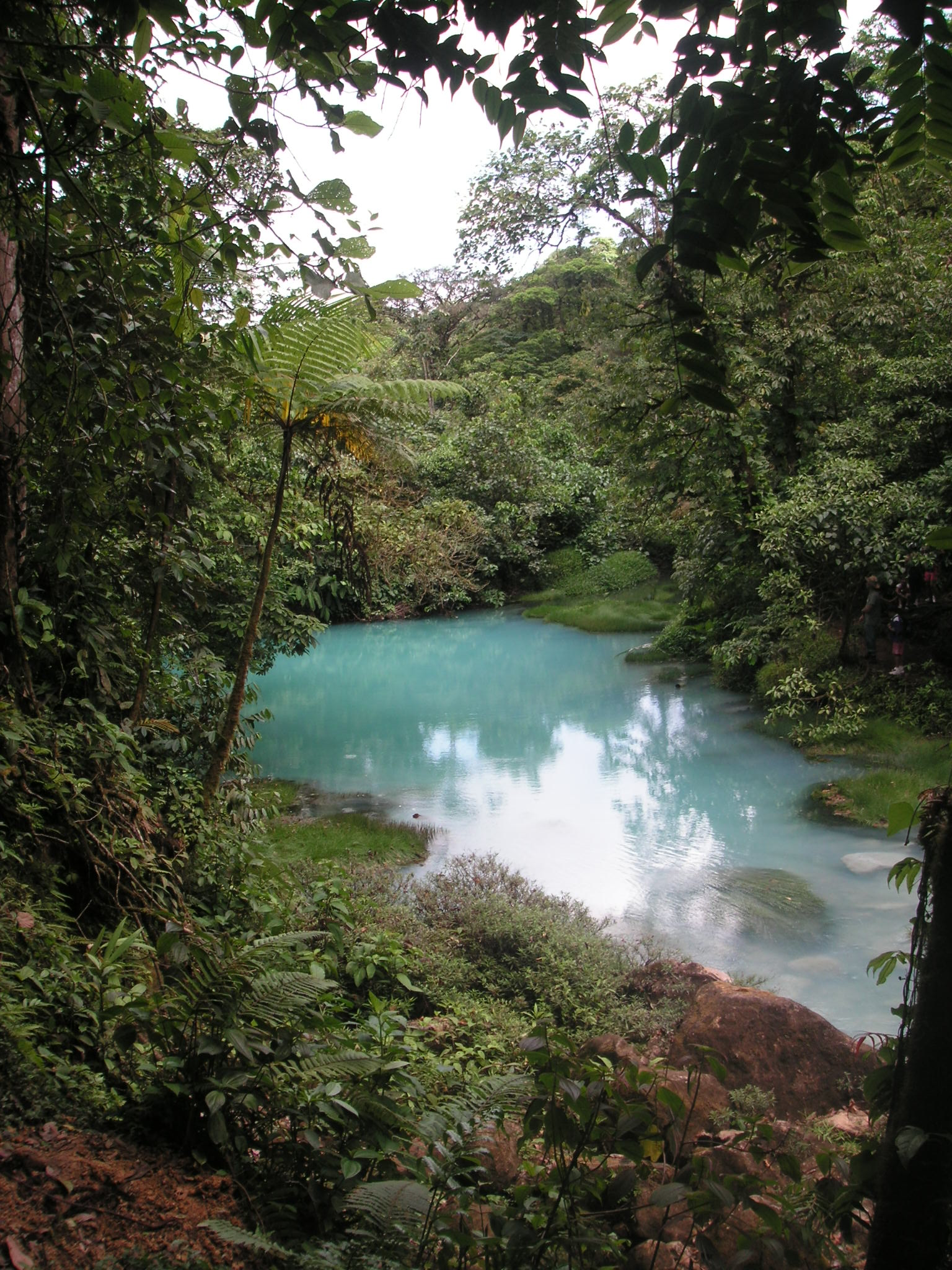
De Celeste (letterlijk: "hemelsblauw") stroomt door het nationaal park rond de Tenoriovulkaan in Costa Rica.

  - Chirripó Duchi (Chirripó Atlántico)
- Banano
- Estrella
- Sixaola
  - Yorkin
  - Uren
  - Lari
  - Coen
  - Telire

### Stille Oceaan
- Tamarindo
- Nosara
- Tempisque
  - Bebedero
    - Cañas
    - Piedras
    - Corobicí
      - Tenorio

  - Cañas
  - Salto
  - Liberia
  - Colorado
- Abangares
- Lagarto
- Guacimal
- Aranjuez
- Barranca
- Jesús María
- Tárcoles
- Pirris
- Naranjo
- Savegre
- Térraba
  - Coto Brus
  - General
    - Chirripó Pacifico
- Sierpe
- Coto Colorado
- Río Ceibo[1]
- Chacuaco[1]
- Claro[1]
- Colón[1]
- Conte[1]
- Diamante[1]
- Jaba[1]
- La Palma[1]
- Limón[1]
- Negro[1]
- Rincón[1]
- Riyito[1]
- Síngrí[1]
- Tigre[1]
- Volcán[1]